# Carlos Andrés Rivas
Carlos Andrés Rivas Gómez (Carepa, 22 agosto 1991) è un calciatore colombiano, attaccante dell'Al-Shabab.

## Carriera
Ha giocato nella massima serie colombiana. Cresciuto nel vivaio dell'Envigado, Rivas ha iniziato la carriera professionistica nel 2012 con il Valledupar, dove ha messo in mostra le sue doti realizzative. Dopo un breve prestito all'Independiente Medellín, è tornato al Valledupar prima di trasferirsi ai Patriotas Boyacá. Ha successivamente militato nel Santa Fe e, in prestito, all'América de Cali. Dopo brevi esperienze con Jaguares de Córdoba e in Messico con i Correcaminos UAT, ha fatto ritorno in Colombia giocando per Llaneros e nuovamente per i Patriotas. Tra il 2021 e il 2022 si è trasferito in Kuwait, vestendo le maglie di Al-Yarmouk e Al-Salmiya. Nel 2023 è passato all'Al-Shabab.